# Прибережье (Быховский район)
При́бережье (бел. Пры́беражжа) — деревня в составе Следюковского сельсовета Быховского района Могилёвской области Республики Беларусь.

## История
В 1913 году действовала церковно-приходская школа.

## Население
- 2010 год — 68 человек